# معركة تيبكانو

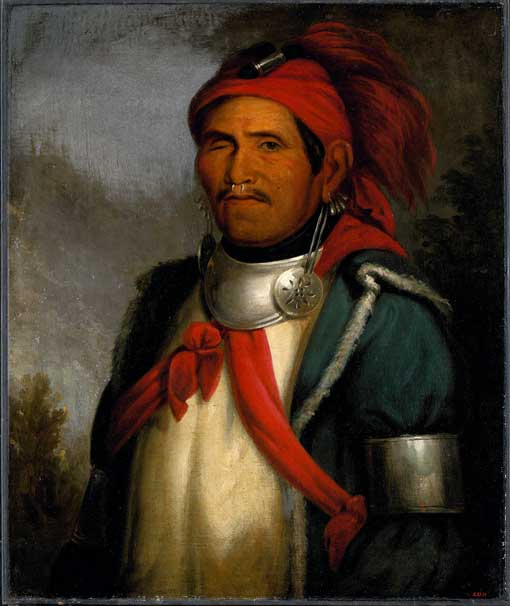
تنسكواتاوا

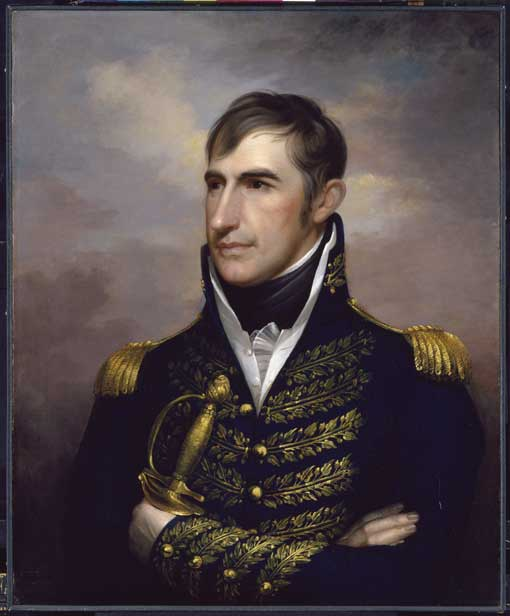
ويليام هنري هاريسون

حدثت معركة تيبكانو (بالإنجليزية: Battle of Tippecanoe)‏ في 7 نوفمبر عام 1811 في مدينة باتيل غراوند بولاية إنديانا بين القوات الأمريكية بقيادة حاكم إقليم إنديانا ويليام هنري هاريسون والقوات الهندية بقيادة زعيم قبيلة شاوني تيكومسيه وشقيقه تينسكواتاوا (المُلقب باسم «النبي»)، وقادة الكونفدرالية من مختلف القبائل، والذين عارضوا تسوية الأوضاع في الغرب الأمريكي. مع تزايد التوتر والعنف، تقدم الحاكم هاريسون مع جيش مؤلف من نحو 1000 رجل لتفريق مقر الكونفدرالية في مدينة بروفيتستاون، بالقرب من التقاء نهر تيبكانو ونهر واباش.
لم يكن تيكومسيه مستعدًا بعد للتصدي للولايات المتحدة بالقوة، وكان بعيدًا يعمل على تجنيد الحلفاء عندما وصل جيش هاريسون. كان تينسكواتاوا زعيمًا روحيًا لكن ليس عسكريًا، وكان هو المسؤول. أقام هاريسون معسكرًا بالقرب من بروفيتستاون في 6 نوفمبر ورتب للقاء تينسكواتاوا في اليوم التالي. في صباح اليوم التالي، هاجم محاربون من بروفيتستاون جيش هاريسون. فاجؤوا الجيش، لكن هاريسون ورجاله تصدوا لهم لأكثر من ساعتين. هُزم الهنود في نهاية المطاف عندما نفدت ذخيرتهم. بعد المعركة، تخلوا عن بروفيتستاون وأحرقها رجال هاريسون بالكامل، وتخلصوا من الإمدادات الغذائية المخزنة لفصل الشتاء، ثم عاد الجنود إلى منازلهم.
حقق هاريسون هدفه المتمثل في تدمير بروفيتستاون وأعلن أنه حقق فوزًا حاسمًا. حصل على لقب «تيبكانو» الذي اشتهر في أغنية  الحملة «تيبكانو وتايلر أيضًا» خلال الانتخابات الرئاسية عام 1840 والتي فاز بها هاريسون. كانت الهزيمة بمثابة انتكاسة لكونفدرالية تيكومسيه التي لم تسترد عافيتها تمامًا.
ألقى الأمريكيون اللوم على العنف في التدخل البريطاني في الشؤون الأمريكية لأنهم زودوا الهنود بالدعم المالي والذخائر. أدى ذلك إلى زيادة تدهور العلاقات مع بريطانيا وكان دافعًا لحرب 1812، التي اندلعت بعد ستة أشهر. أعلنت الولايات المتحدة الحرب على المملكة المتحدة في يونيو 1812، وكانت كونفدرالية تيكومسيه مستعدة لشن حربها ضد الولايات المتحدة بالتحالف مع البريطانيين. أثناء التحضيرات، أعاد الهنود بناء بروفيتستاون. استمر العنف على الحدود في المنطقة إلى ما بعد حرب عام 1812، على الرغم من مقتل كل من تيكومسيه وكبير قادة الحرب راوندهيد في عام 1813 أثناء معركة التيمز.

## المعركة
اقتربت قوات هاريسون من بروفيتستاون في أواخر يوم 6 نوفمبر، وقابلت أحد أتباع تينسكواتاوا وهو يلوح بعلم أبيض. حمل رسالة من تينسكواتاوا، يطلب فيها وقف إطلاق النار حتى اليوم التالي كي يتمكن الجانبان من عقد اجتماع سلمي. وافق هاريسون على عقد اجتماع لكنه كان حذراً من اقتراح تنسكواتاوا، معتقدًا أن المفاوضات ستكون عقيمة. نقل جيشه إلى تل بالقرب من ملتقى نهري واباش وتيبكانو حيث رتب جنوده بشكل صفوف، ووضع حراسًا مراقبين أثناء الليل.
كان بورنيت كريك على الجانب الغربي من التل، وكان يوجد جسر شديد الانحدار في الجانب الشرقي، لذلك لم يأمر هاريسون بإنشاء أعمال مؤقتة حول الموقع، كما كان يحدث عادةً من قبل معسكرات الجيوش. أُرسلت سريّة ذا يلو جاكيت إلى الطرف الجنوبي من محيط المعسكر، بقيادة النقيب سبير سبنسر، وأنشأت بقية الميليشيا تشكيلًا مستطيلًا على طول حافة المنحدر المحيط بالمعسكر. قاد المقدم جوزيف بارثولوميو وحدات ميليشيا إنديانا التي تحرس المنحدر الحاد على الجانب الشرقي من التشكيل، وبقي أفراد الجيش النظامي والفرسان وراء الخط الرئيسي، بقيادة الرائد فلويد، الرائد جوزيف هاملتون ديفيس، وعضو الكونغرس السابق النقيب بنجامين بارك.
أخبر تينسكواتاوا حاكم ميشيغان لويس كاس في عام 1816 أنه لم يأمر محاربيه بمهاجمة هاريسون، وألقى اللوم على محاربين من قبيلة هو-تشانك (وينيباغو) في معسكره لشنهم الهجوم. وتلقي روايات أخرى اللوم على الهو-تشانك لتشجيعهم للهجوم وتشير إلى أن تينسكواتاوا لم يستطع السيطرة على أتباعه عندما حل الذعر. قلق أتباع تينسكواتوا من الجيش القريب وخشوا من هجومٍ وشيك. بدؤوا بتحصين المدينة لكنهم لم يكملوا دفاعاتهم. أثناء المساء، قرر تينسكواتاوا أن إرسال مجموعة جنود لقتل هاريسون في خيمته كانت أفضل طريقة لتجنب حدوث المعركة. أكد للمحاربين أنه سيلقي تعويذات تحميهم من أي أذى وتشوش جيش هاريسون حتى لا يقاوم. أحاط المحاربون بجيش هاريسون، باحثين عن وسيلة للدخول إلى المعسكر دون اكتشاف أمرهم. كان هناك رجل يدعى بِن، وهو سائق عربة، يسافر مع جيش هاريسون، وكان قد هرب إلى قبيلة الشونيز أثناء الحملة. وافق بن على قيادة مجموعة من المحاربين عبر الخط إلى خيمة هاريسون خلال ساعات الليل المتأخرة، لكن ُقبض عليه من قبل حراس المعسكر، وأعادوه إلى المعسكر وقيدوه. أُدين فيما بعد بتهمة الخيانة، لكن هاريسون عفا عنه.
لا توجد روايات واضحة حول كيفية بدء المعركة، لكن حراس هاريسون واجهوا محاربين متقدمين في ساعات ما قبل الفجر من 7 نوفمبر. وكان المقدم جوزيف بارثولوميو الضابط المناوب، وأمر الجنود بحشو أسلحتهم قبل النوم. حوالي الساعة 4:30 صباحًا، استيقظ الجنود على طلقات نارية متناثرة ووجدوا أنهم محاصرون تقريبًا من قبل قوات تينسكواتاوا. حصلت أول مجابهة في الطرف الشمالي من المحيط، لكن ربما كان المقصود من هذه الحركة هو التضليل. بعد فترة وجيزة من الطلقات الأولى، اندلع قتال عنيف على الطرف المقابل إذ هاجم المحاربون خط هاريسون في الزاوية الجنوبية. كان لبنادق الميليشيا ذات العيار الصغير تأثيرًا ضئيلًا على المحاربين. كان سبنسر من أوائل القتلى، إذ أُصيب بالرصاص في كل فخذ. سجل الحاكم هاريسون فيما بعد وفاته في رسالة إلى واشنطن:
   أُصيب سبنسر في رأسه. وتابع رجاله القتال ببسالة. أُطلق النار عليه في كلا الفخذين وسقط. استمر بشجيعهم، فقد نهض، وتلقى طلقة عبرت جسده، وأردته قتيلًا.